# Epidesma imitata
Epidesma imitata là một loài bướm đêm thuộc phân họ Arctiinae, họ Erebidae.